# Clan Abiru
Le clan Abiru (阿比留氏, Abiru-shi) est un clan japonais qui sert le shogunat de Kamakura comme zaichōkanjin (officiels locaux) de la province de Tsushima. Il est possible que le clan soit issu du clan Taira, mais cette supposition n'est pas supportée de façon évidente par les sources premières.
En 1246, les Abiru se révoltent contre leurs supérieurs, les autorités Dazaifu à la tête desquelles se trouve le Chinzei-bugyō qui supervise la gouvernance de Kyūshū pour le shogunat. En écrasant la révolte au nom du Dazaifu, Koremune Shigehisa met un terme à l'existence du clan Abiru.